# Root beer
Root beer, în limba engleză, sau racinette, în limba franceză, este o băutură nealcoolică nord-americană, adesea carbogazoasă, aromată cu sirop din extract de rădăcini, ramuri și scoarță de copac a mai multor plante, care au fost fermentate cu zahăr și drojdie. În compoziția sa se găsește: vanilie, scoarță de vișin, rădăcină de lemn dulce, rădăcină de sarsaparilla, scoarță de rădăcină de sassafras (dafin american), nucșoară, anason, melasă și alte ingrediente.  